# Banaidja bifasciata
Banaidja bifasciata là một loài nhện trong họ Dictynidae. Chúng được Ludwig Carl Christian Koch miêu tả năm 1872, và chỉ được tìm thấy ở Samoa.